# 伊木忠興

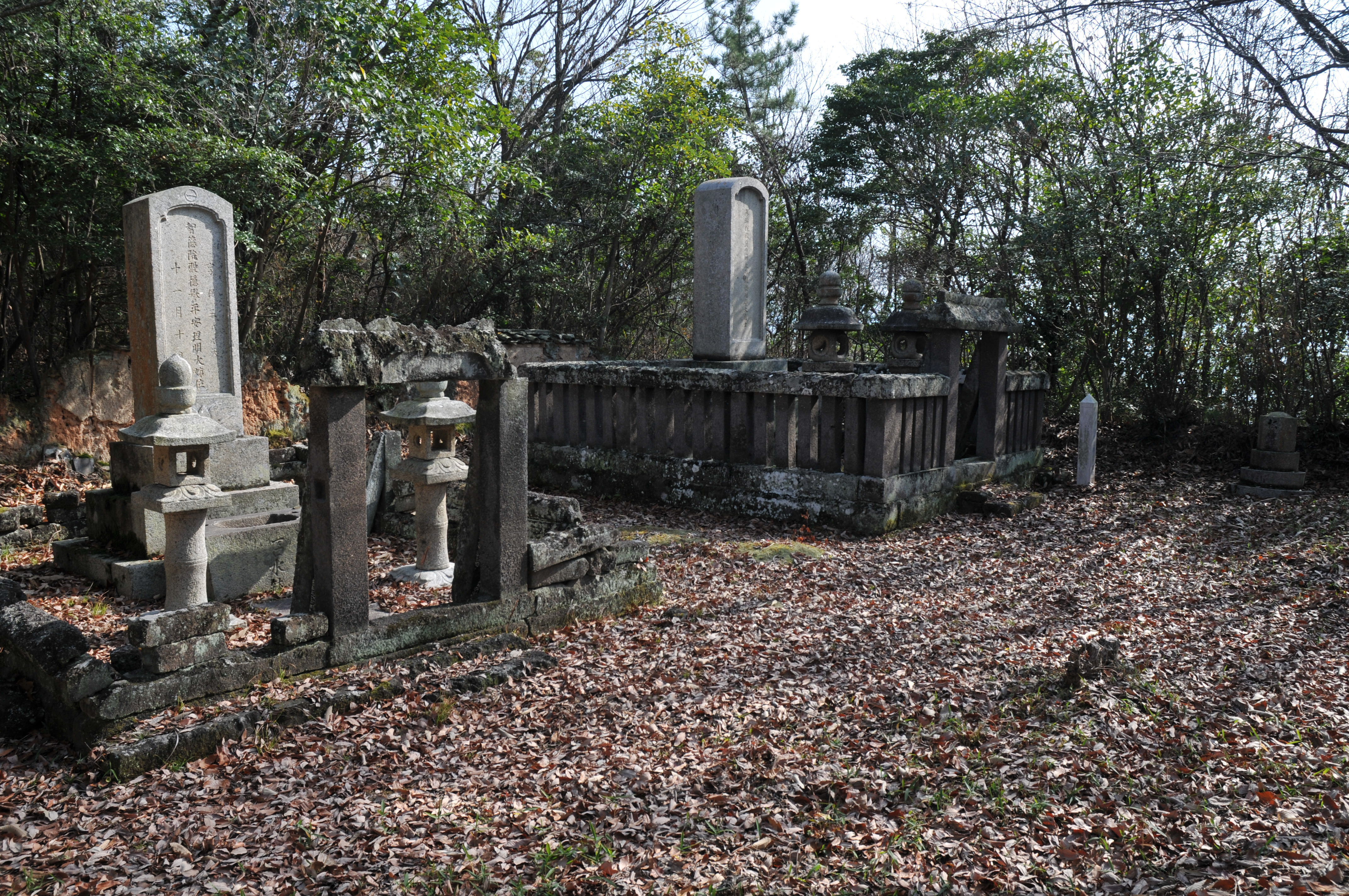
伊木忠興夫妻の墓

伊木 忠興（いぎ ただおき、元禄7年8月16日（1694年10月4日） - 寛延4年11月23日（1752年1月9日））は、岡山藩筆頭家老。伊木家6代当主。通称は豊後。主君は池田継政。

## 生涯
忠興は5代伊木忠義と側室吉岡氏との間に長男として岡山城下で生まれた。幼名は長九郎。
享保5年（1720年）、父・忠義の死により家督を相続する。本多家重臣・中根忠豪の娘と婚姻、1男2女をもうける。しかし、長男の忠芳は幼少より病弱であったため廃嫡し、長女・小豊の婿養子として岡山藩家老・池田長喬（周匝池田家）の三男（のちの忠知）を迎え嫡子に据えた。なお、廃嫡となった忠芳は剃髪して悠翁と名乗り、天明5年（1785年）まで存命して59歳で没した。
元文3年（1738年）、藩主・継政より岡山城下に荒手屋敷を下賜される。元文5年（1740年）、知行地の虫明に瀬戸窯を開き茶器を焼かせたという記録もあるが、確証はない。
延享4年（1747年）、隠居して有信斎と名乗り、家老職を婿養子の忠知に譲る。
寛延4年（1751年）11月23日、58歳（数え年）で没する。法名は真諦院殿前豊州光誉円徳理覚大居士。墓所は伊木家長島墓所（岡山県瀬戸内市）。